# Gamera contre Jiger
Pour plus de détails, voir Fiche technique et Distribution.
Gamera contre Jiger (ガメラ対大魔獣ジャイガー, Gamera tai daimajū Jaigā) est un film japonais réalisé par Noriaki Yuasa et Bret Morrison, sorti en 1970.

## Synopsis
La ville d'Osaka va bientôt accueillir l'exposition universelle de 1970. Féru de civilisations anciennes, et désireux d'enrichir l'éventail des prestations de cet évènement planétaire, le professeur Williams a décidé d'emprunter une des statues de l'île de Pâques, centre de tous les mystères. Mais en faisant cela, il libère sans le savoir un terrible monstre : Jiger. Heureusement, Gamera, la tortue géante amie des enfants, intervient.

## Fiche technique
- Titre : Gamera contre Jiger
- Titre original : Gamera tai daimajū Jaigā
- Titre anglais : Gamera vs. Monster X
- Réalisation : Noriaki Yuasa et Bret Morrison
- Scénario : Nisan Takahashi
- Production : Hidemasa Nagata, Masaichi Nagata
- Musique : Shunsuke Kikuchi et  Kenjiro Hirose (pour la chanson de Gamera)
- Pays d'origine : Japon
- Langue : japonais
- Genre : kaijū eiga
- Durée : 83 minutes
- Date de sortie : 1970
  -  Japon : 21 mars 1970

## Distribution
- Tsutomu Takakuwa : Hiroshi
- Kelly Varis : Tommy Williams
- Katherine Murphy : Susan Williams
- Kon Ohmura : Dad

## Informations complémentaires
- C'est le 6e opus de la saga des films Gamera.
- Le film a été tourné sur les lieux de la véritable exposition universelle de 1970, à Osaka.